# John H. R. Polt
John Herman Richard Polt (Aussig, Checoslovaquia, 20 de agosto de 1929 - Oakland, California, 12 de abril de 2019), fue un hispanista estadounidense. Fue becario Guggenheim en 1973.

## Biografía
Estudió español en la Universidad de Princeton y la Universidad de California, Berkeley. En esta última se licenció en esta lengua en 1950 y se doctoró en Lenguas Románicas y Literatura en 1956 con una tesis sobre el escritor argentino Eduardo Mallea, enseñando en la misma universidad desde ese año hasta su jubilación en 1992. 
Es considerado un gran dieciochista; editó la obra de Jovellanos, Juan Meléndez Valdés y Juan Pablo Forner y tradujo, de Camilo José Cela, la novela San Camilo, 1936: The Eve, Feast, and Octave of St. Camillus of the Year 1936, entre otras obras de autores menos conocidos.

### Monografías
- The Writings of Eduardo Mallea. University of California Publications in Modern Philology, 54. Berkeley: University of California Press, 1959.
- "Jovellanos and His English Sources: Economic, Philosophical, and Political Writings". Transactions of the American Philosophical Society, n. 54, Part 7. Philadelphia: The American Philosophical Society, 1964.
- Gaspar Melchor de Jovellanos. New York: Twayne Publishers, 1971.
- Batilo: Estudios sobre la evolución estilística de Meléndez Valdés. University of California Publications in Modern Philology, 119; Textos y Estudios del Siglo XVIII, n. 15. Berkeley: University of California Press; Oviedo: Centro de Estudios del Siglo XVIII, 1987.

### Ediciones
- Juan Pablo Forner, Los gramáticos: historia chinesca. Edición crítica. University of California Publications in Modern Philology, 95. Berkeley: University of California Press; Madrid: Editorial Castalia, 1970.
- Poesía del siglo XVIII. Edición, introducción y notas de John H. R. Polt. Clásicos Castalia, 65. Madrid: Editorial Castalia, 1975.
- Juan Meléndez Valdés, Poesías selectas: La lira de marfil. Edición, introducción y notas de J. H. R. Polt y Georges Demerson. Clásicos Castalia, 108. Madrid: Editorial Castalia, 1981.
- Juan Meléndez Valdés, Obras en verso. Edición crítica, prólogo y notas por Juan H. R. Polt y Jorge Demerson. Colección de Autores Españoles del Siglo XVIII, 28, 2 vols. Oviedo: Cátedra Feijoo, Centro de Estudios del Siglo XVIII, 1981-83.
- Iberian Identity: Essays on the Nature of Identity in Portugal and Spain. Edited by Richard Herr and John H. R. Polt. Ressearch Series, 75. Berkeley: Institute of International Studies, University of California, 1989.
- Gaspar Melchor de Jovellanos, Poesía. Teatro. Prosa literaria. Edición de John H. R. Polt. Clásicos Taurus, 10. Madrid: Taurus, 1993.

### Traducciones
- Camilo José Cela, San Camilo, 1936. Durham: Duke University Press, 1991
- Calvert Casey, The Collected Stories. Durham: Duke University Press, 1999